# کالیانی پریادارشان
کالیانی پریادارشان (به انگلیسی: Kalyani Priyadarshan) (زاده ۵ آوریل ۱۹۹۳) بازیگر هندی است.
اولین فیلم او سلام بود و همچنین در میدان جنگ و معانادو بازی کرده‌است.
او فرزند پریادارشان و لیسی است.